# Fosnes
Fosnes é uma comuna da Noruega, com 545 km² de área e 748 habitantes (censo de 2004).         